# Горнє Примишлє
45°10′ пн. ш. 15°28′ сх. д. / 45.17° пн. ш. 15.47° сх. д.
Горнє Примишлє (хорв. Gornje Primišlje) — населений пункт у Хорватії, у Карловацькій жупанії у складі міста Слунь.

## Населення
Населення за даними перепису 2011 року становило 13 осіб.
Динаміка чисельності населення поселення: